# رستم عمرف
رستم انور اوغلو عُمَرُف (به تاتاری کریمه‌ای: Rustem Enver oğlu Umerov) سیاستمدار، تاجر، سرمایه‌گذار، و نیکوکار اوکراینی با اصالت تاتار کریمه است. او معاون هیئت دائمی مجمع پارلمانی شورای اروپا، نماینده قورولتای مردم تاتار کریمه، و مشاور مصطفی جمیلف،
رئیس مجلس سابق تاتارهای کریمه است. عمرف از دسامبر ۲۰۲۰ ریاست سیاست ابتکاری پلتفرم کریمه را برعهده داشت.
در سپتامبر ۲۰۲۳ ولودیمیر زلنسکی، رئیس‌جمهور اوکراین، وی را به‌عنوان وزیر دفاع اوکراین منصوب کرد
.